# Mariä Himmelfahrt (Memmingen)

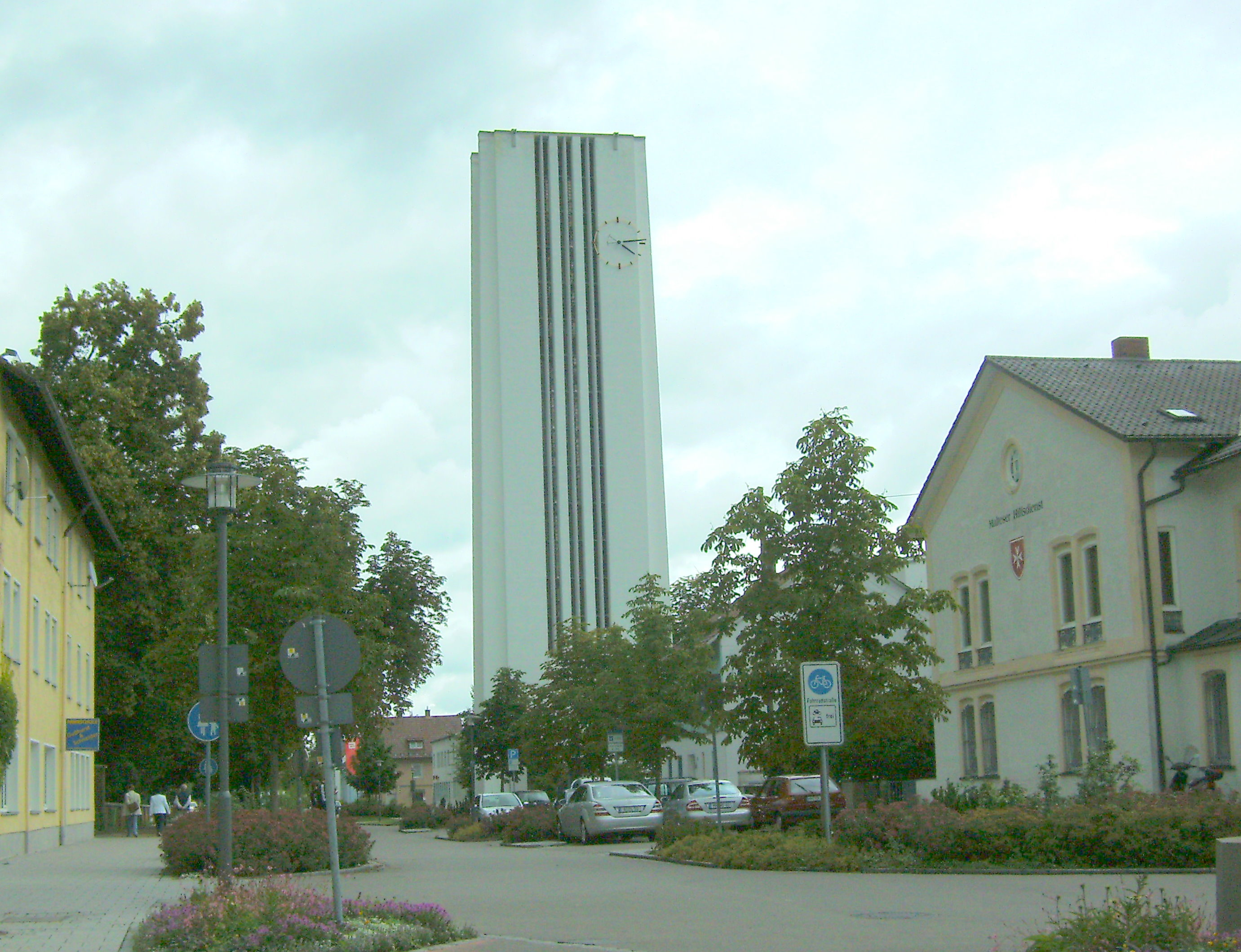
Mariä Himmelfahrt Augsburger Straße

Mariä Himmelfahrt ist eine moderne katholische Stadtpfarrkirche in der Augsburger Straße im Osten von Memmingen.

## Geschichte

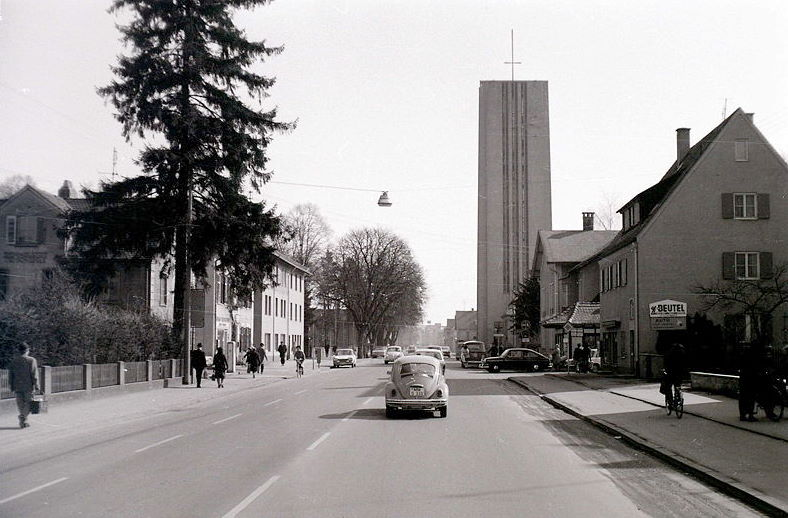
Mariä Himmelfahrt in den 1960er Jahren

Nach dem Zweiten Weltkrieg kamen über 7000 Kriegsflüchtlinge und 1000 baltische Auswanderer nach Memmingen. Die meisten fanden im Osten der Stadt Unterkunft. Dadurch wurde der Bau einer neuen katholischen Kirche notwendig. Der erste Spatenstich erfolgte am 11. Oktober 1954. Die Grundsteinlegung fand am 30. April 1955 durch den Augsburger Bischof Josef Freundorfer statt. Dieser weihte auch die Kirche nach ihrer Fertigstellung am 18. November 1956. Der Architekt des Bauwerkes war der aus Bad Oberdorf im Allgäu stammende Thomas Wechs. In seinen Bauten ist der Grundsatz erkennbar, alle Künste am Bau zusammenklingen zu lassen. Für das Gotteshaus in der Augsburger Straße entwickelte er eine neuartige Sektorenkirche.

## Annäherung von der Augsburger Straße
Nähert man sich von der Augsburger Straße der Kirche, fällt sofort der markante 48,50 Meter, mit Turmkreuz 58,50 Meter hohe Turm ins Auge. Das Turmkreuz ist ein auf den Kopf gestelltes lateinisches Kreuz, ein sogenanntes Petruskreuz. Um nicht den aufrechten Tod Jesu zu entweihen, ließ sich Petrus mit dem Kopf nach unten kreuzigen. Das Erdgeschoss des Turmes birgt das Kriegerdenkmal in Form einer Pietà von Andreas Bindl aus München. An der Konsole der Figur steht groß in lateinischen Lettern: Quo vadis? Der Augsburger Künstler Georg Bernhard schuf die künstlerisch hochwertigen Kupfertüren der Kirche.

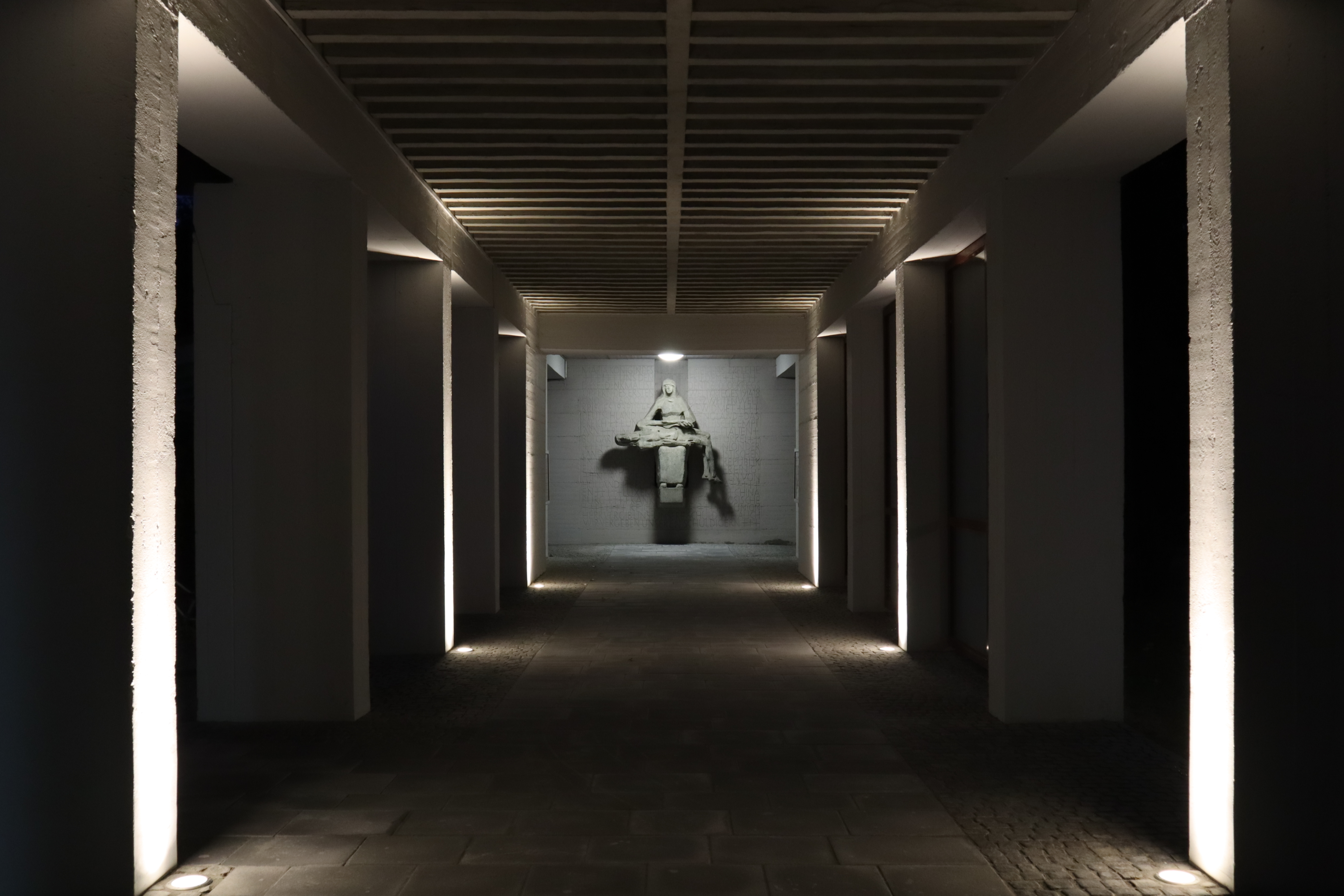
Blick auf das Kriegerdenkmal im Erdgeschoss des Turmes

## Innenraum

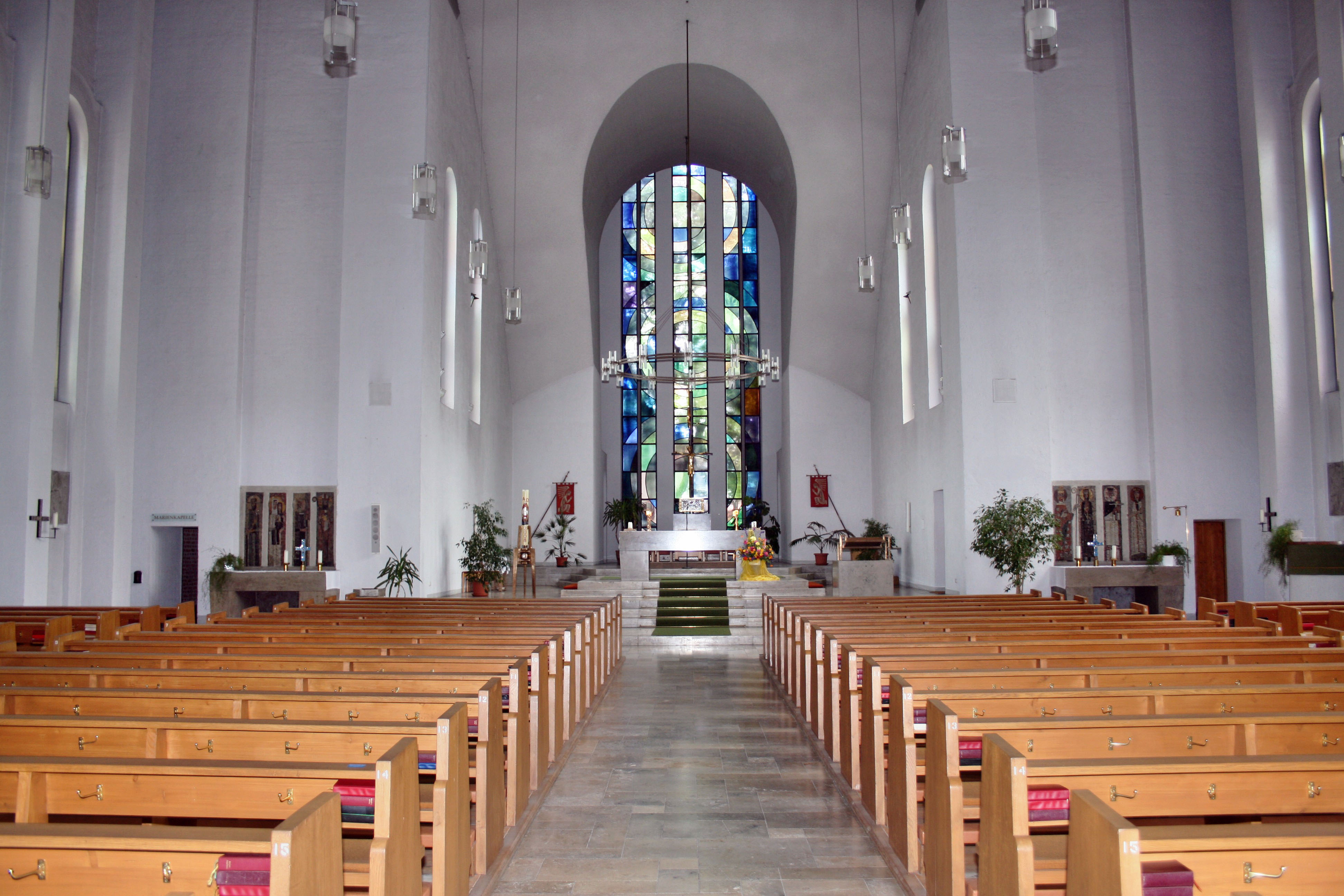
Innenraum

Der quadratische Raum wird von Ost nach West von zwei großen Eisenbetonbögen mit einer größten Spannweite von 42,50 und einer Scheitelhöhe von 18 Metern überspannt. 1974 wurde die Kirche renoviert, Ziegelwände wurden verputzt und im Rahmen der Liturgiereform wurde seitlich vom Altar ein Ambo aufgestellt. An der Südseite des Chores ist die Sakristei und an der Nordseite des Chores eine Marienkapelle untergebracht. Über dem Altar prangt ein Leuchter mit zwölf Kerzen. Sie sollen an die heilige Stadt Jerusalem mit den zwölf Zinnen erinnern. Unaufdringlich steht in der Mitte der Altar und schräg dahinter der messingvergoldete Tabernakel, gestaltet von Therese Hössle-Seidel mit der Darstellung des Letzten Abendmahls.

## Orgel

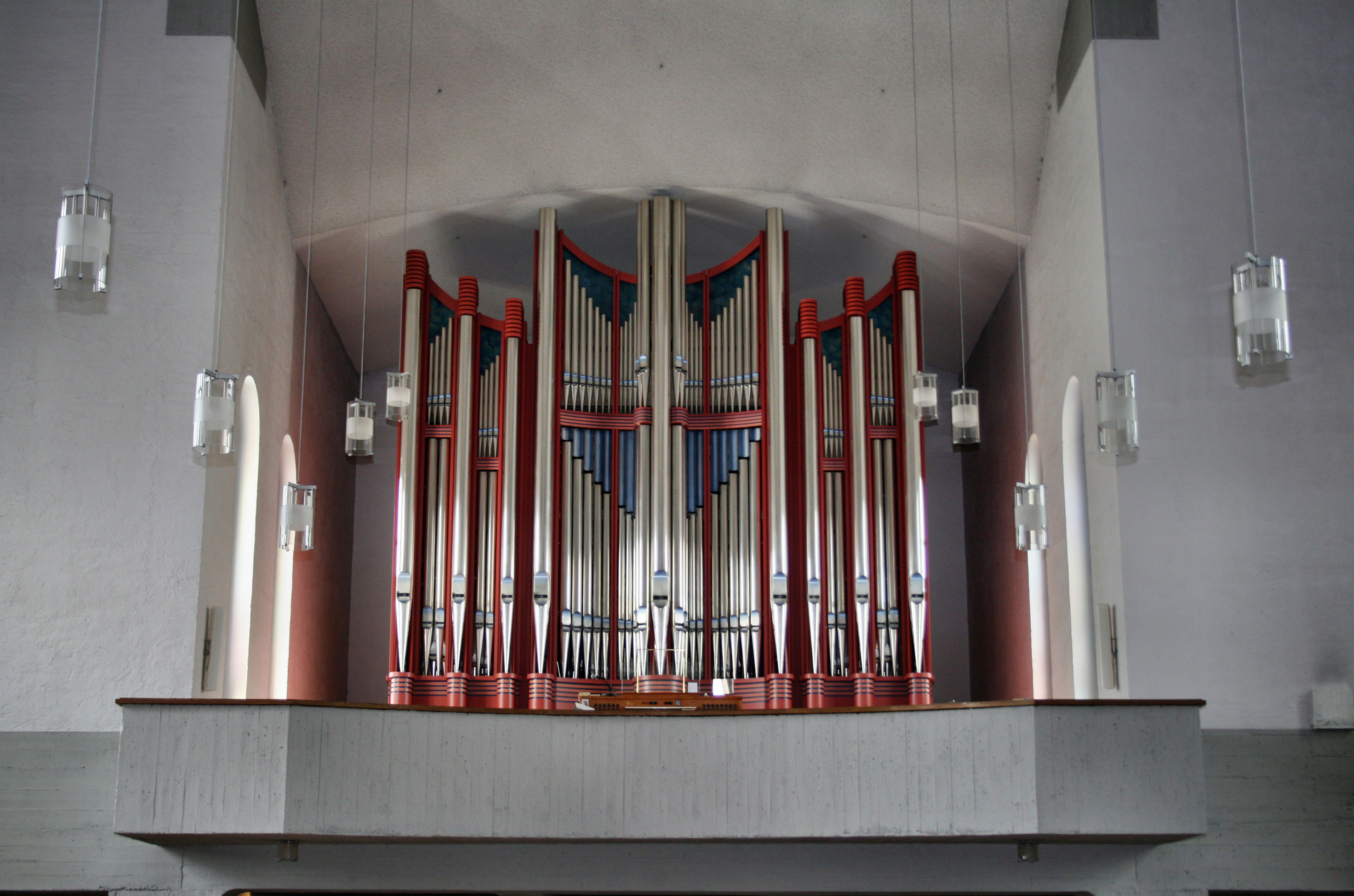
Ansicht der Orgel

Die erste Orgel der Kirche wurde von der Firma Zeilhuber aus Altstädten gebaut und verfügte über 37 Register. Das heutige Instrument stammt von der Firma Rieger (Vorarlberg) und wurde 2004 erbaut. Es hat 45 Register auf drei Manualen und Pedal. Die Spieltrakturen sind mechanisch, die Registertrakturen elektrisch. Die Disposition der Orgel lautet wie folgt:
| I Hauptwerk C–a3 |       |
| Bourdon          | 16′   |
| Principal        | 8′    |
| Gedackt          | 8′    |
| Flûte harm.      | 8′    |
| Octave           | 4′    |
| Blockflöte       | 4′    |
| Quinte           | 2 ⁄3′ |
| Superoctave      | 2′    |
| Mixtur IV        | 1 ⁄3′ |
| Cornet V         | 8′    |
| Trompete         | 8′    |

| II Positiv C–a3 |        |
| Holzgedackt     | 8′     |
| Salicional      | 8′     |
| Principal       | 4′     |
| Rohrflöte       | 4′     |
| Quinte          | 2 ⁄3′  |
| Flachflöte      | 2′     |
| Terz            | 1 3⁄5′ |
| Larigot         | 1 ⁄3′  |
| Scharff IV      | 1′     |
| Krummhorn       | 8′     |
| Tremulant       |        |

| III Schwellwerk C–a3 |        |
| Geigenprincipal      | 8′     |
| Bourdon              | 8′     |
| Gamba                | 8′     |
| Voix céleste         | 8′     |
| Flûte                | 4′     |
| Fugara               | 4′     |
| Nazard               | 2 ⁄3′  |
| Flûte                | 2′     |
| Tierce               | 1 3⁄5′ |
| Plein Jeu V          | 2′     |
| Basson               | 16′    |
| Trompette harm.      | 8′     |
| Hautbois             | 8′     |
| Clairon harm.        | 4′     |
| Voix humaine         | 8′     |
| Tremulant            |        |

| Pedal C–f1 |     |
| Untersatz  | 32′ |
| Principal  | 16′ |
| Subbaß     | 16′ |
| Octavbaß   | 8′  |
| Cello      | 8′  |
| Gedackt    | 8′  |
| Choralbaß  | 4′  |
| Fagott     | 16′ |
| Posaune    | 8′  |

- Koppeln: II/I, III/I, III/II, I/P, II/P, III/P

## Glocken
Im gewaltigen Turm der von der Erscheinung mehr einem Hochhaus gleicht, hängt ein für diese Dimensionen eher bescheidenes Bronzegeläut im Salve Regina Motive mit Schlagtonfolge cis1 - f1 - as1 - b1.

## Nebenaltäre
Die Nebenaltäre gestaltete ebenfalls Georg Bernhard aus Augsburg. Acht Heilige, je vier an jedem Altar, wurden mit Natursteinmosaiken abgebildet. Bekleidung, Attribute und individuelle Gesichtstypen machen sie kenntlich. Im nördlichen Altar sind die Heiligen Josef, Anna, Judas Thaddäus und Nikolaus dargestellt. Gegenüber der heutigen Kirche stand früher das Schottenkloster mit seiner Nikolauskirche. Der südliche Altar zeigt den heiliggesprochenen Papst Pius X., Niklaus von Flüe, Johann Nepomuk und die Heilige Hedwig.
Vor den Stützpfeilern der Orgelempore steht links eine Nachbildung der spätgotischen Erlöserstatue von Ivo Strigel. Dargestellt ist der auferstandene, golden gewandete Christus. Markant ist die Öffnung im Gewand, die den Blick auf die Seitenwunde gewährt.
Rechts steht eine Schutzmantelmadonna aus Österreich aus dem 16. Jahrhundert. Dargestellt ist sie als Beschützerin der Menschen, die unter ihrem Mantel Schutz suchen.
Am Aufgang zu Chor und Orgel befindet sich eine Statue, die den Heiligen Antonius von Padua darstellt.

## Marienkapelle

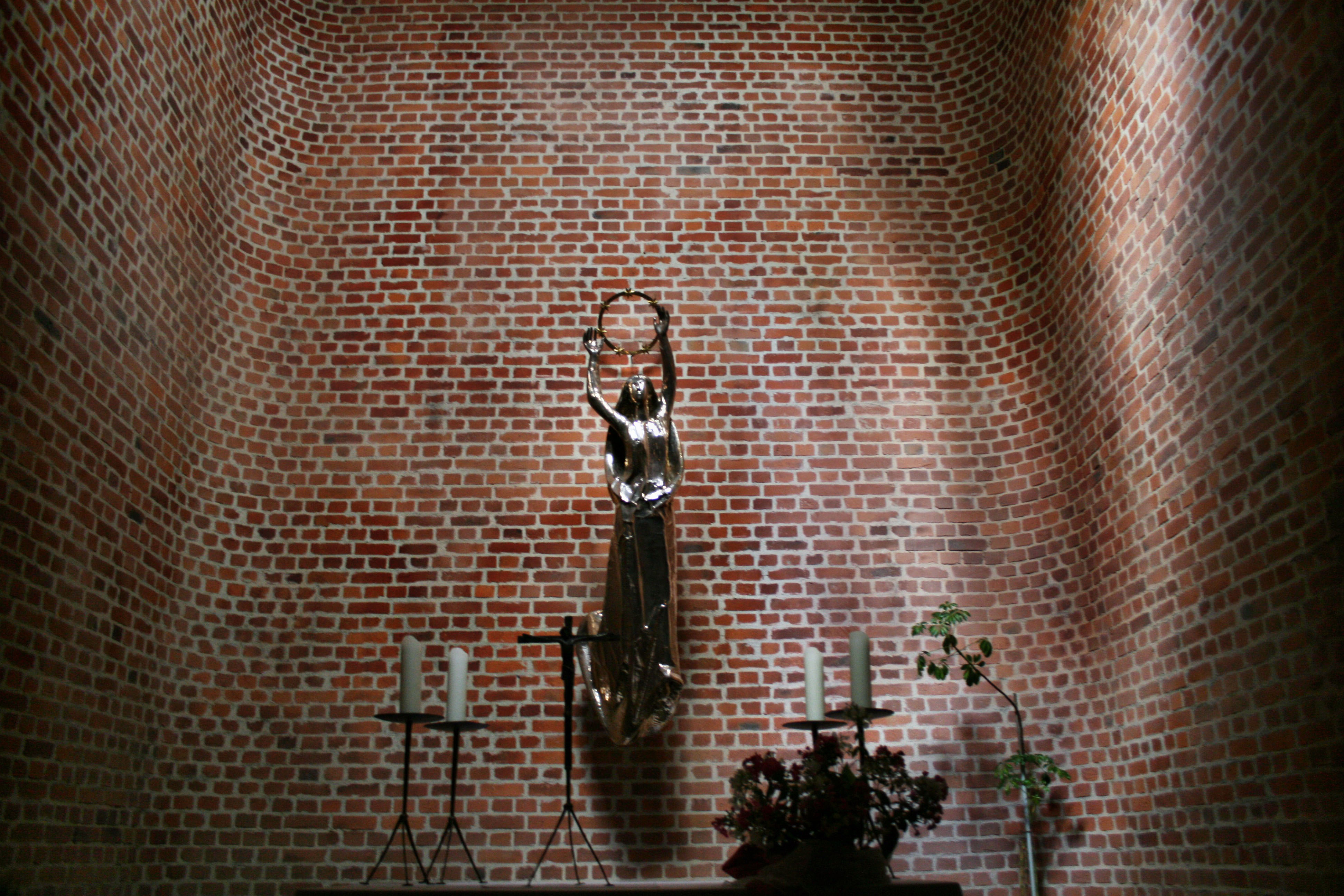
Figur Marias in der Marienkapelle

Die Marienkapelle ist ein abgeschlossener Gebetsraum an der Nordseite der Kirche. Die Glasfenster zeigen sechs Stationen aus dem Leben der Gottesmutter Maria. In der Kapelle befindet sich auch ein Taufbecken mit einer schwebenden Taube, den Heiligen Geist symbolisierend. Auf dem Deckel des Taufbeckens steht:

„Ihr sollt die herrlichen Taten Dessen verkünden, der euch aus der Finsternis zu Seinem wunderbaren Licht gerufen hat.“

Der Raum wurde von Josef Henselmann (1898–1987) aus München konzipiert.